# Ardanowo
Ardanowo (ukr. Арданово) – wieś na Ukrainie, w obwodzie zakarpackim, w rejonie berehowskim, w hromadzie Kamjanśke. W 2001 liczyła 1615 mieszkańców, wśród których 1612 wskazało jako ojczysty język ukraiński, 2 rosyjski, a 1 inny.